# فیلیپه ونتورا دوس سانتوس
فیلیپه ونتورا دوس سانتوس (به پرتغالی: Luiz Felipe Ventura dos Santos) دروازه‌بان اهل برزیل است که در شهر ریودو ژانیرو و در تاریخ ۲۲ فوریهٔ ۱۹۸۴ به دنیا آمده‌است.
فیلیپه ونتورا دوس سانتوس در تیم‌های فوتبال Vitória سابقهٔ حضور دارد.